# Kukharenkoite-(La)
La kukharenkoite-(La) è un minerale.